# Laura Lepistö
Laura Lepistö, née le 25 avril 1988 à Espoo, est une patineuse artistique finlandaise, championne de Finlande en 2008.

## Biographie

### Carrière sportive
Elle est championne de Finlande en 2008. Pour sa première participation aux championnats d'Europe à Zagreb en 2008, elle obtient la médaille de bronze derrière Carolina Kostner et Sarah Meier. En 2009 à Helsinki elle devient championne d'Europe en devançant Carolina Kostner et Susanna Pöykiö.
Elle annonce qu'elle met un terme à sa carrière sportive le 25 mars 2012, juste avant le début des championnats du monde à Nice, à la suite de ses nombreuses blessures chroniques.

## Palmarès
| Compétition                   | 2006    | 2007    | 2008    | 2009    | 2010    |  |  |  |  |  |  |  |  |  |
| Jeux olympiques d'hiver       |         |         |         |         | 6e      |  |  |  |  |  |  |  |  |  |
| Championnats du monde         |         |         | 8e      | 6e      | 3e      |  |  |  |  |  |  |  |  |  |
| Championnats d'Europe         |         |         | 3e      | 1re     | 2e      |  |  |  |  |  |  |  |  |  |
| Championnats de Finlande      | 4e      | 2e      | 1re     | 2e      | 1re     |  |  |  |  |  |  |  |  |  |
| Championnats du monde juniors | 9e      | 7e      |         |         |         |  |  |  |  |  |  |  |  |  |
|                               |         |         |         |         |         |  |  |  |  |  |  |  |  |  |
| Grand Prix ISU                | 2005/06 | 2006/07 | 2007/08 | 2008/09 | 2009/10 |  |  |  |  |  |  |  |  |  |
| Skate Canada                  |         |         | 7e      |         | 3e      |  |  |  |  |  |  |  |  |  |
| Coupe de Chine                |         |         |         | 3e      |         |  |  |  |  |  |  |  |  |  |
| Trophée NHK                   |         |         | 5e      | 5e      | 5e      |  |  |  |  |  |  |  |  |  |
|                               |         |         |         |         |         |  |  |  |  |  |  |  |  |  |